# 弗兰克·包霍兹
弗兰克·康拉德·鲍姆霍尔茨（英語：Frank Conrad Baumholtz，1918年10月7日—1997年12月14日），美国NBA联盟的前职业篮球运动员、MLB联盟的前职业棒球运动员。